# Галузевий державний архів матеріалів гідрометеорологічних спостережень Державної служби України з надзвичайних ситуацій
Галузевий державний архів матеріалів гідрометеорологічних спостережень Державної служби України з надзвичайних ситуацій

## Адреса
- 03028 Україна, Київ, проспект Науки, 39 корпус 2

## Історія
На виконання Постанови Кабінету України від 31.07.1995 р. № 570 «Про створення галузевого державного архіву Державного комітету по гідрометеорології» на базі відділу державного фонду даних Республіканського центру спостережень за станом природного середовища створено галузевий державний архів гідрометеорологічної служби. Він є правонаступником відділу гідрометеорологічного фонду, заснованого у Київській метеорологічній обсерваторії (нині – Центральна геофізична обсерваторія) у 1958 р.
Указом Президента України від 13.03.1999 р. № 250 Державний комітет України по гідрометеорології перетворено в Комітет України з питань гідрометеорології.
15.12.1999 року утворено Міністерство екології і природних ресурсів України, до складу якого увійшов Комітет України з питань гідрометеорології. 27.12.2001 року у складі Мінекоресурсів України Комітет України з питань гідрометеорології був реорганізований у Державну гідрометеорологічну службу (Держгідромет).
Постановою Кабінету Міністрів України від 15.07.2005 р. № 589 Держгідромет як урядовий орган державного управління зі складу Міністерства охорони навколишнього природного середовища переданий до складу Міністерства України з питань надзвичайних ситуацій та у справах захисту населення від наслідків Чорнобильської катастрофи.
Указом Президента від 09.12.2010 № 1085 Міністерство України з питань надзвичайних ситуацій та у справах захисту населення від наслідків Чорнобильської катастрофи реорганізовано у Міністерство надзвичайних ситуацій України, але Постановою Кабінету Міністрів від 28.03 2011 р. № 346, функціонуюча до цього часу у складі МНС України Державна гідрометеорологічна служба, була ліквідована.
У 2012 р на базі МНС України. утворено Державну службу України з надзвичайних ситуацій. Відповідно до Положення про ДСНС України питання реалізація державної політики у сфері гідрометеорологічної діяльності відносяться до її компетенції.
Постановою Кабінет Міністрів України від 28.10.2015 р. № 862 утворено галузевий державний архів матеріалів гідрометеорологічних спостережень ДСНС України (ГДА МГС). Архів входить до складу Центральної геофізичної обсерваторії як структурний підрозділ. Архів функціонує у складі трьох відділів – зберігання інформації на паперових носіях, зберігання інформації на технічних носіях і підготовки та видачі інформації.
Гідрометеорологічний фонд України формувався протягом багатьох десятиліть. Тут зберігаються матеріали спостережень більш, ніж двохсотлітньої давності (по Херсону – з 1808 р. по Києву – з 1812 р., по Миколаєву, Сімферополю і Полтаві – з 1824 р.)
Це єдиний в Україні спеціалізований архів, в якому зберігається унікальна інформація про минулий та сучасний стан довкілля України за його кількісними та якісними  показниками, а саме: документи з питань гідрології, метеорології, агрометеорології, аерології, синоптики, гідробіології, відомості про радіаційний контроль та матеріали спостережень за забрудненням навколишнього природного середовища. Архів містить окремі документи метеорологічних спостережень – щоденники візуальних спостережень з початку XIX ст., унікальні гідрологічними західних країн: Австрії, Угорщини, Польщі з середини XIX ст., документи періоду Першої світової, громадянської та Другої світової воєн.
Першим керівником галузевого державного архіву з 1996 по 2001 роки був Онуфрієнко Володимир Лукич.

## Фонди
Станом на 01.01.2017 р.
- 8 фондів, 173571 од. зб. з паперовою основою, у т. ч. 16294 рулони     мікрофільмів.
- Метеорологічний фонд 50395 од. зб. за 1808-2015 рр.
- Гідрологічний фонд 69019 од. зб. за 1860-2015 рр.
- Агрометеорологічний фонд 38733 од. зб. за 1946-2015 рр.
- Синоптичний фонд 2815 од. зб. за 1946-2015 рр.
- Аерологічний фонд 5838 од. зб. за 1924-2016 рр.
- Спостереження за станом забруднення природного середовища 2672 од. зб.за 1967-2015 рр.
- Фонд інформаційно-довідкової та нормативної літератури  3999 од. зб. за  1881-2015 рр.
- Фонд відомчої гідрометеорологічної мережі 100 од. зб. за 1990-2016 рр.

 Матеріали  гідрометеорологічних спостережень та спостережень за станом забруднення навколишнього природного середовища зберігаються на технічних носіях: 279 магнітних стрічках, 929 дискетах ПЕОМ, 11 CD-дисків, 8 DVD-дисків.

## Керівники
- Довгич Михайло Іванович

### Законодавчі документи
- Закон України "Про гідрометеорологічну службу" на Сайті Верховної Ради України [Архівовано 31 серпня 2017 у Wayback Machine.]